# St. Johannes (Piflas)

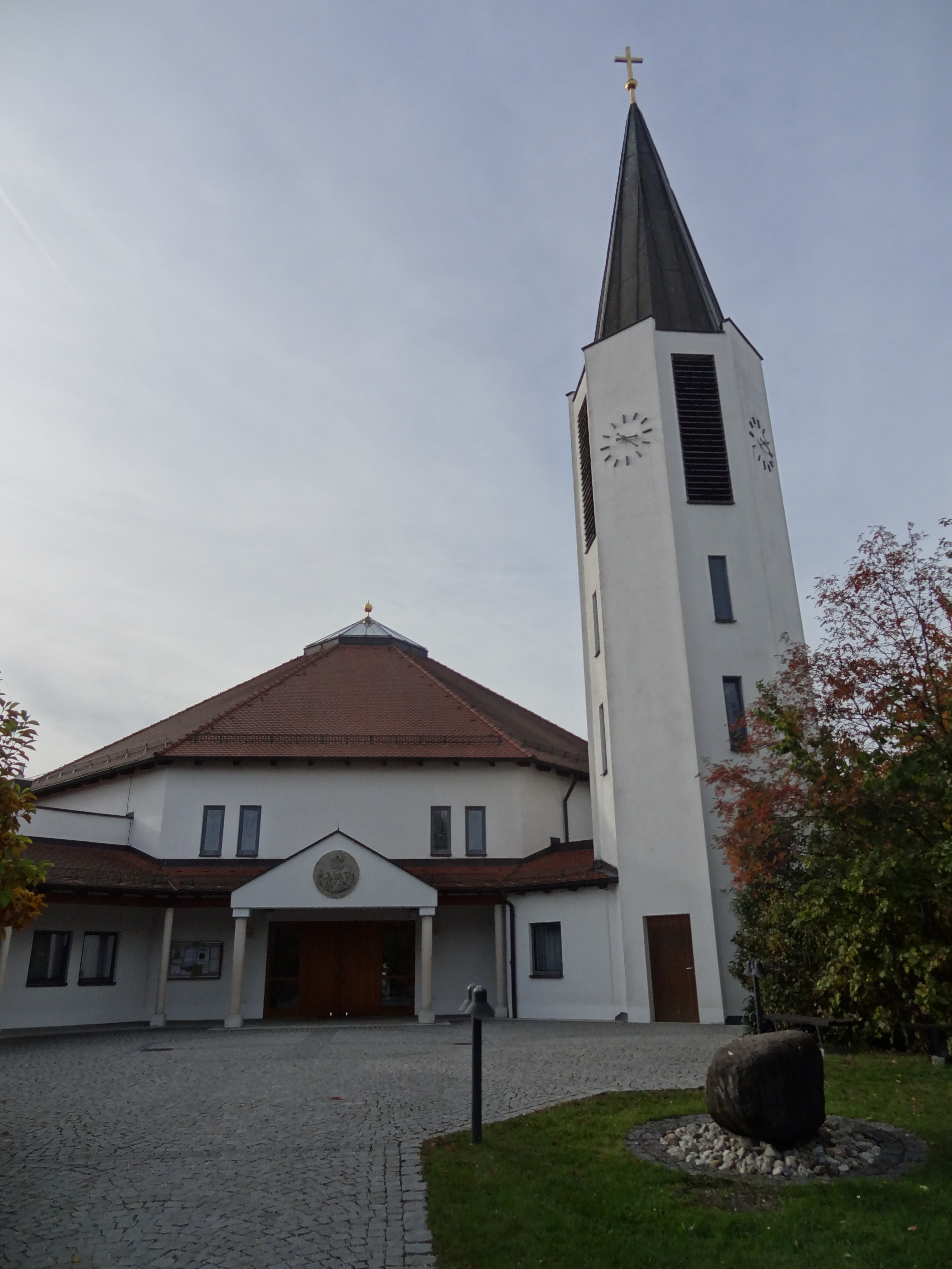
Außenansicht der Filialkirche St. Johannes in Piflas

St. Johannes ist eine römisch-katholische Kirche in Piflas, einem Ortsteil des Marktes Ergolding im Landkreis Landshut, der in unmittelbarer Nähe zur niederbayerischen Bezirkshauptstadt Landshut liegt. Es handelt sich um einen modernen Kirchenbau, der in den Jahren 1995/96 als Filialkirche von St. Konrad in Landshut errichtet wurde. Damit ist die Johannes dem Täufer (Gedenktag: 24. Juni) geweihte Kirche in einem weiten Umkreis eine der neuesten Sakralbauten.

## Geschichte
Im Jahr 1991 übernahm die Landshuter Pfarrei St. Konrad die Trägerschaft des auf ihrem Pfarrgebiet neu errichteten Kindergartens in Piflas. Wenig später ging auch der schon länger gehegte Wunsch nach einer eigenen Kirche für den Ergoldinger Ortsteil in Erfüllung. Im Jahr 1993 wurde das Regensburger Architektenbüro Josef Lorenz & Dr. Martin Räke mit der Planung betraut. Im Folgejahr wurde bei der Münchner Bildhauerin Christine Stadler, die bereits bei der Ausstattung der Pfarrkirche St. Konrad tätig gewesen war, die bildhauerische Ausstattung in Auftrag gegeben. Am 8. Juli 1995 erfolgte die Grundsteinlegung für den Neubau durch Generalvikar Wilhelm Gegenfurtner. Bereits am 25. Oktober desselben Jahres konnte das Richtfest gefeiert werden. Am 21. September 1996 wurden Kirche und Orgel durch Bischof Manfred Müller konsekriert.

## Beschreibung

### Architektur

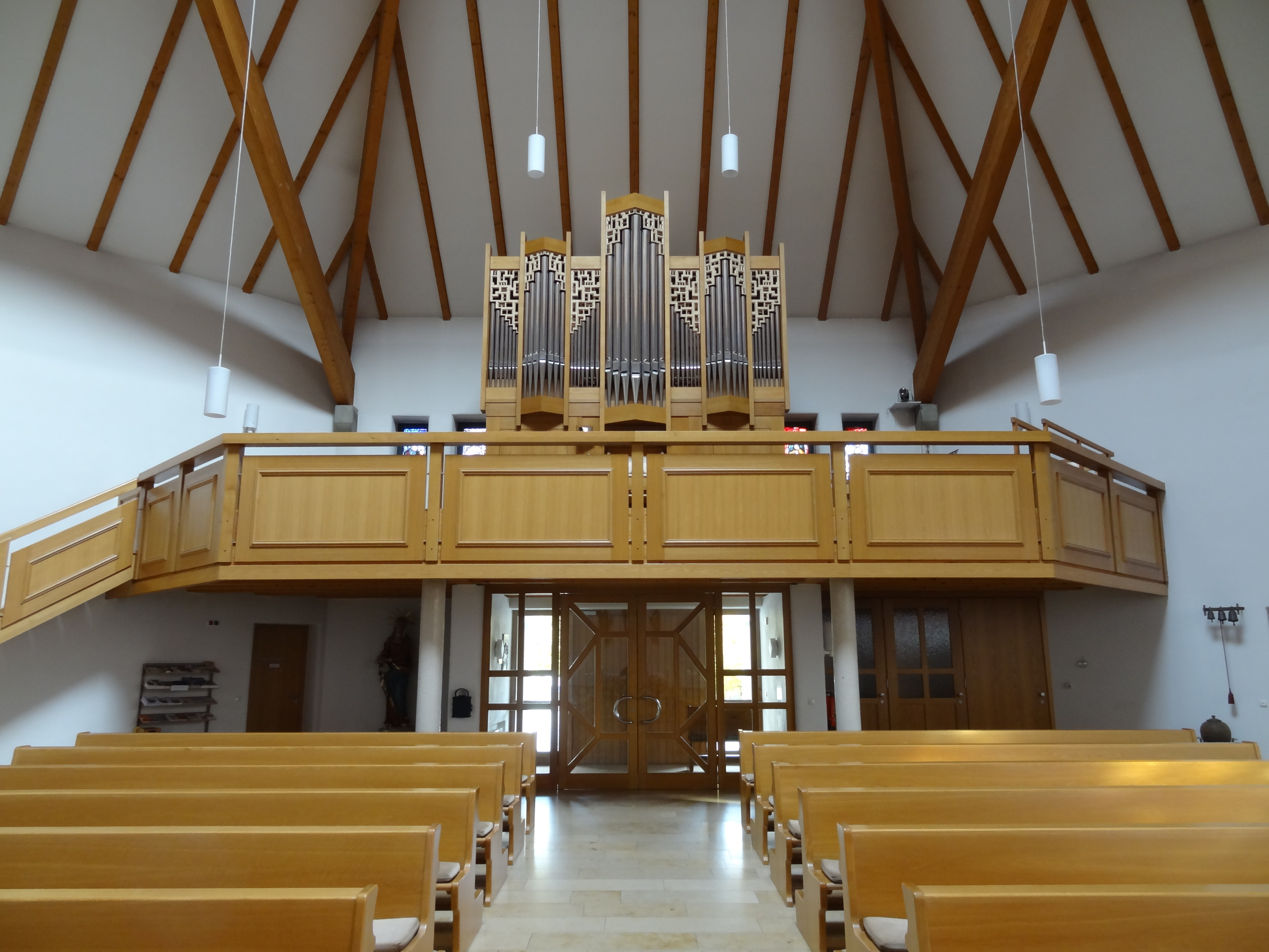
Innenraum gegen Osten: Blick zum Portal und zur Empore

Die Pfarrkirche ist ein achteckiger Bau, rund 24 Meter lang und 22 Meter breit. Sie besitzt ein flaches Zeltdach, welches von einer im Innenraum sichtbaren, filigranen Holzkonstruktion getragen wird und in einer Lichtkuppel gipfelt. Der achteckige Gottesdienstraum wird durch einen breiten Mittelgang und vier schmälere Seitengänge in vier Bankgruppen aufgeteilt, die allesamt auf den Altarbereich an der Westseite ausgerichtet sind. Diese Ausrichtung wird durch das leicht abfallende Bodenniveau noch verstärkt. Gegenüber dem Altar, also auf der Ostseite, befindet sich das Kirchenportal, darüber die Orgelempore. Der Zugang zum Gottesdienstraum ist entsprechend den heutigen Anforderungen an öffentliche Bauwerke komplett barrierefrei.
Der Kirchenbau liegt etwas zurückgesetzt von der vorbeiführenden Alten Regensburger Straße. Der linke Flügel, der sich – an den Gottesdienstraum anschließend – Richtung Osten, also Richtung Straße zieht, enthält Sakristei und Pfarrheim. Er erhält eine Art „Gegengewicht“ durch den rechten Flügel, der ein Beichtzimmer und den 33 Meter hohen, achteckigen Campanile mit Spitzhelm umfasst. Die Tatsache, dass der rechte Flügel deutlich kürzer ausfällt, stört nicht den Eindruck, dass der Kirchenbesucher von dem Baukomplex „mit offnen Armen empfangen“ wird. Entlang von Pfarrheim, Sakristei und Kirche zieht sich ein niedriges Vordach, wobei das Kirchenportal durch eine Ädikula hervorgehoben ist – eine Anspielung auf die Fassadengestaltung der Pfarrkirche St. Konrad. Im Dreiecksgiebel der Ädikula ist ein Betontondo zu sehen, das eine Darstellung der Taufe Jesu enthält und somit auf das Kirchenpatrozinium verweist. Es wurde von der Bildhauerin Christine Stadler geschaffen und befindet sich in identischer Form auch im Pfortenhof von Kloster Andechs.

### Ausstattung
Die Ausstattung ähnelt der der Pfarrkirche St. Konrad, da hier wie dort die Entwürfe von der Münchner Bildhauerin Christine Stadler stammen. Der moderne Volksaltar wurde von dem Weilheimer Steinmetz Philipp Mößmer aus einem Steinblock mit überstehender Platte ausgeführt. Die zur Gemeinde gewandte Seite schmückt ein Rundrelief der Fußwaschung Jesu an den zwölf Aposteln. An der Wand dahinter ist der beinahe würfelförmige Tabernakel aus Bronze angebracht; darüber eine ebenfalls bronzene Kreuzigungsgruppe, bestehend aus einem Kreuz mit Korpus sowie den Figuren der trauernden Maria und des „Lieblingsjünger“ Johannes. Links des Altares befindet sich der bronzene Ambo, der mit zehn Bergkristallen verziert ist. Diese stehen symbolhaft für die Zehn Gebote. An der Wand daneben befindet sich eine Bronzestatue der Mutter Gottes, wobei das auf ihrer Linken stehende Jesuskind durch seine Armhaltung bereits auf seine Kreuzigung verweist.
Auf der rechten Seite des Altares befindet sich der achteckige Taufstein aus Muschelkalk, dessen unförmiger Bronzedeckel von einem leuchtenden Bergkristall bekrönt wird. Neben dem Taufstein ist an der Wand eine Figurengruppe der Taufe Jesu angebracht. Dabei ist der Kirchenpatron Johannes dem Täufer im Vergleich zu Jesus besonders groß dargestellt. Neben der Empore an der Südwand befindet sich ein großer Behang, der von der Künstlerin Gerti Gebauer gestaltet wurde. Er zeigt in Stickerei auf indischer Seide einen Lebensbaum, der mit 15 Medaillons in Seidenmalerei besetzt ist. Diese sollen Stationen des Erlösungswerks Christi vom Einzug in Jerusalem bis zur Auferstehung darstellen.

### Glasgemälde
Von 1996 bis 1999 entwarf der Künstler und katholische Priester Sieger Köder für die Filialkirche in Piflas zwanzig Glasfenster, die von der Glaskunstwerkstätte Hubert Deininger in Ulm ausgeführt wurden. Auf der linken Seite (Nordseite) sind Verheißungen Gottes aus dem Alten Testament zu sehen, auf der rechten Seite (Südseite) deren Erfüllung im Neuen Testament. Dabei sind die jeweils gegenüberliegenden Fenster immer thematisch aufeinander bezogen. Außerdem ist zu bezogen, dass die dominierende Farbgebung von Grün (Hoffnung) im hinteren Bereich über Blau (Glaube) zu Rot (Liebe) im vorderen Bereich changiert.
Hinten rechts beginnt der Glasgemäldezyklus, erkennbar an dem Buchstaben Alpha, der im unteren Bereich des Fensters dargestellt ist. Hier wird die Erschaffung der Welt durch Gott und deren drohende Zerstörung durch den Menschen, der sich von Gott lossagt, gezeigt. Das gegenüberliegende Fenster zeigt die Hilflosigkeit der Menschen angesichts dessen und die daraus resultierende Sehnsucht nach dem Heiland, der ihnen von Gott verheißen wurde. Im zweiten rechten Fenster ist dementsprechend der Kirchenpatron Johannes der Täufer dargestellt, der auf das baldige Kommen des Heilands verweist. Gegenüber ist die Menschwerdung Christi in der Krippe zu Betlehem zu sehen. Im dritten Fenster der Nordseite ist die Offenbarung Gottes an Abraham in Form von drei Männern zu sehen. Das gegenüberliegende Fenster auf der linken Seite zeigt die Offenbarung Gottes an die drei Apostel auf dem Berg Tabor in der Verklärung Christi. Das nächste rechte Fenster führt vor Augen, wie die Menschen Gott als ihrem Hirten anvertrauen. Dieser Szene wird auf der linken Seite das letzte Abendmahl gegenübergestellt, bei dem die Jünger durch die Einsetzung der Eucharistie in Form von Leib und Blut Christi gestärkt werden. Im fünften Fenster auf der rechten Seite ist der Gottesknecht aus der Vision des Jesaja dargestellt, der die Schuld der Menschen trägt. Im linken Fenster wird die Erfüllung dieser Prophezeiung durch den Kreuzestod Jesu Christi vor Augen geführt.
Etwas befinden sich drei weitere Paare von Glasgemälden, die ebenfalls diesen Zyklus fortsetzen. Im ersten Fenster rechts ist Auszug des auserwählten Volkes aus Ägypten dargestellt, gegenüber im linken Fenster Zeugen und Zeugnisse der Auferstehung Jesu Christi. Im nächsten rechten Fenster ist eine Vision des Propheten Ezechiel dargestellt: Der Geist Gottes fügt Totengebeine zu Leibern zusammen und haucht diesen Leben ein. Auf der gegenüberliegenden Seite ist das Wirken des Heiligen Geistes an Pfingsten, dem „Geburtstag“ der Kirche, zu sehen. Das letzte Glasfensterpaar schließlich beinhaltet einen tröstlicher Ausblick auf die einstige Vollendung der Welt im Himmlischen Jerusalem: rechts nach der Vision des Propheten Jesaja, links gemäß der Offenbarung des Johannes. Mit dem Buchstaben Omega, der im vordersten und letzten linken Fenster ganz oben zu sehn ist, schließt der Glasgemäldezyklus.
Auf der Orgelempore sind vier weitere Glasgemälde zu sehen – zwei links und zwei rechts der Orgel. Diese stellen vier selig- bzw. heiliggesprochene Ordensleute des 20. Jahrhunderts. Es sind im Einzelnen (von links nach rechts): Pater Rupert Mayer, Pater Maximilian Kolbe, Edith Stein und Mutter Teresa.

### Orgel

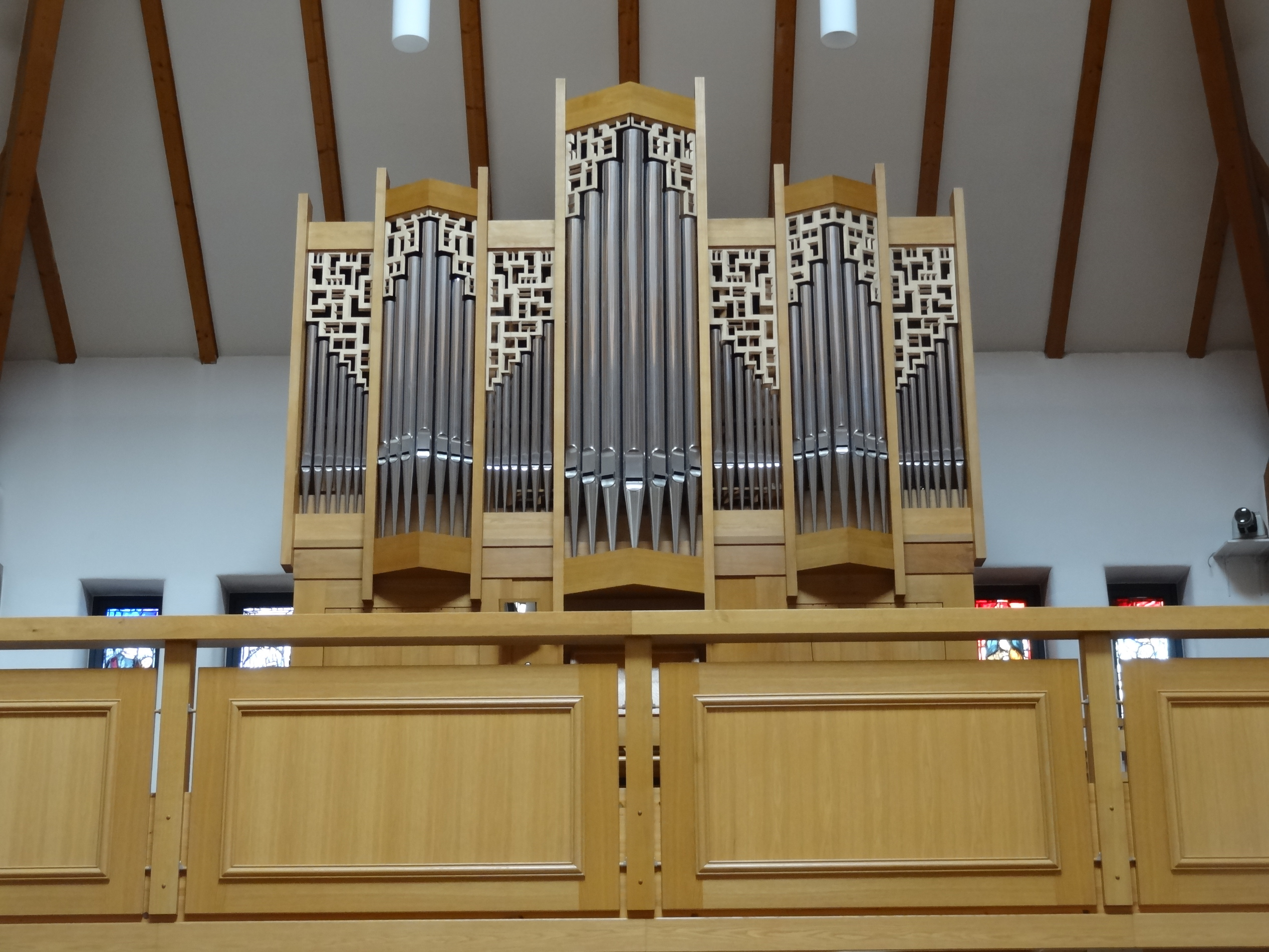
Schädler-Orgel, erbaut 1996

Am 21. September 1996 wurde zeitgleich mit der Kirche auch gleich eine Orgel geweiht. Sie wurde von der Firma Schädler aus Donaustauf errichtet und befindet sich auf der Ostempore. Das rein mechanische Schleifladeninstrument umfasst insgesamt 14 Registern auf zwei Manualen und Pedal. In Summe ergibt sich eine Anzahl von 932 Pfeifen. Die Disposition des Instruments lautet wie folgt:
| I Hauptwerk C–g3 |             |       |
| 1.               | Principal   | 8′    |
| 2.               | Gedeckt     | 8′    |
| 3.               | Oktave      | 4′    |
| 4.               | Superoktave | 2′    |
| 5.               | Mixtur IV   | 1 ⁄3′ |

| II Schwellwerk C–g3 |                 |                |
| 6.                  | Rohrflöte       | 8′             |
| 7.                  | Principal       | 4′             |
| 8.                  | Querflöte       | 4′             |
| 9.                  | Sesquialtera II | 2 ⁄3′ + 1 3⁄5′ |
| 10.                 | Waldflöte       | 2′             |
| 11.                 | Quinte          | 1 ⁄3′          |
| 12.                 | Oboe            | 8′             |
|                     | Tremulant       |                |

| Pedal C–f1 |          |     |
| 13.        | Subbaß   | 16′ |
| 14.        | Oktavbaß | 8′  |

- Koppeln: II/I, I/P, II/P
- Spielhilfen: Plenotritt

### Glocken
Aus dem 33 Meter hohen Campanile läuten drei Glocken, die 1996 von der Glockengießerei Rudolf Perner in Passau hergestellt wurden. Die größte Glocke ist die nach dem Kirchenpatron benannte Johannes-Baptist-Glocke mit 600 Kilogramm (Ton as1). Außerdem hängen in dem Turm noch die 400 Kilogramm schwere Marienglocke (Ton b1) und die 250 Kilogramm schwere Johannes-Nepomuk-Glocke (Ton des2).